# Kościół Świętego Józefa Oblubieńca Najświętszej Maryi Panny w Baranowie
Kościół Świętego Józefa Oblubieńca Najświętszej Maryi Panny – rzymskokatolicki kościół parafialny należący do dekanatu Wiskitki diecezji łowickiej. Znajduje się we wsi Baranów, w powiecie grodziskim, w województwie mazowieckim.
Jest to świątynia wzniesiona w latach 1907–1920 według projektu architektów: Stanisława Grochowicza i Bronisława Colonnę-Czosnowskiego. Kościół został poświęcony przez kardynała Aleksandra Kakowskiego. Od 12 października 1912 roku świątynia pełni funkcję kościoła parafialnego.